# Distrofia muscolare di Emery-Dreifuss
Per  distrofia muscolare di Emery-Dreifuss  si intende una condizione patologica che riguarda i muscoli motori e cardiaci.

## Storia
Nel corso del ventesimo secolo la sindrome è stata notata più volte; inizialmente nel 1902 dai neurologi francesi Raymond Cestan e N. J. LeJonne, in seguito nel 1966 da Alan Eglin Heathcote Emery e Fritz Emanuel Dreifuss, da cui prese il nome la sindrome.

## Epidemiologia
Viene diagnosticata prevalentemente in età infantile; la malattia è di diffusione rara.

## Eziologia
La causa è genetica, legata ad una deficienza del cromosoma X (Xq28): nello specifico è causata da mutazioni a carico dei geni delle proteine della famiglia delle lamine, che formano i filamenti intermedi i quali ancorano i nuclei della suola terminale ai filamenti di actina. Esiste anche una forma più rara, autosomica recessiva..

## Clinica

### Segni e sintomi
Fra i sintomi e i segni clinici ritroviamo ipostenia e ipotrofia, che si riscontrano prima dei vent'anni. Fra le varie patologie che si associano alla distrofia, a livello cardiaco si riscontra la cardiomiopatia dilatativa.

### Esami di laboratorio e strumentali
Fra gli esami diagnostici, oltre l'anamnesi familiare spesso si ricorre alla biopsia muscolare, fino all'esame del DNA.

## Trattamento
Si cerca di migliorare la mobilità della persona colpita dalla sindrome per evitare anche possibili contratture, solitamente si rende necessario l'innesto di un pacemaker-defibrillatore.
Ci son stati casi di trapianti di cuore, su soggetti con questa patologia, migliorando sensibilmente la qualità di vita.